# Ostrów Lubelski
Ostrów Lubelski è un comune urbano-rurale polacco del distretto di Lubartów, nel voivodato di Lublino.
Ricopre una superficie di 121,7 km² e nel 2006 contava 5 630 abitanti.